# 中華民國—阿根廷關係
中華民國與阿根廷共和國於1945—1972年有官方外交關係，斷交後，於對方首都互設具大使館功能的代表機構。

## 政治

### 外交

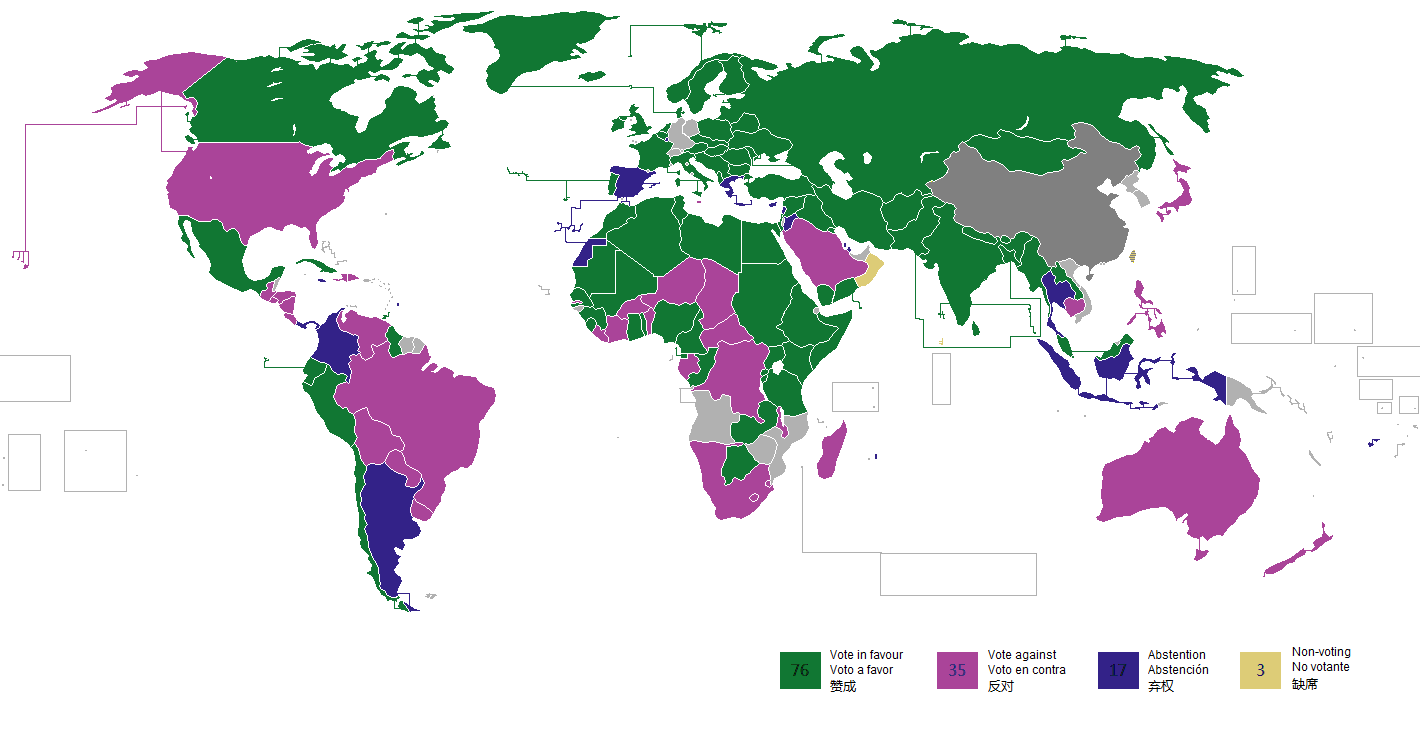
藍色國家表示在1971年的投票中對於中華民國續留聯合國一案棄權，即《聯合國大會2758號決議》，其中包括阿根廷。

1945年5月30日，兩國建立大使級外交關係，分別於首都布宜諾斯艾利斯設立中華民國駐阿根廷共和國大使館；於首都重慶設立阿根廷共和國駐中華民國大使館。兩國並互派大使，首任駐中華民國大使於1945年12月4日呈遞到任国书；首任駐阿根廷大使於1946年4月13日呈遞到任國書。
1949年，中華民國政府遷台後，兩國繼續維持邦交。
1957年11月7日，阿根廷於首都臺北復設大使館、復派大使。
1972年2月19日，阿根廷與中华人民共和国建交，但經中華民國駐阿根廷大使许绍昌勸說，未明確與中華民國斷交，兩國也未互撤大使館。7月，經中华人民共和国一再要求，阿根廷宣布與中華民國斷交。中華民國則追認2月19日為兩國斷交日期。8月10日，駐阿根廷大使館關閉。
1997年5月，阿根廷與其他10個國家先後在世界衛生大會（WHA）全會中，發言反對中華民國以觀察員身分參與WHA。
2002年6月9日，阿根廷眾議院外交委員會主席艾斯可巴（Jorge Alberto Escobar）率團抵臺訪問。
2019年5月，10名阿根廷國會議員連署聲明呼籲邀請台灣出席WHA。
2020年5月，阿根廷與其他9個美洲國家共71名「福爾摩沙俱樂部」（Formosa Club）的友台國會議員以「一人一信」方式，致函世界卫生组织（WHO）幹事長谭德塞，呼籲WHO正視中華民國（臺灣）參與世界衛生體系的必要性與急迫性。

### 代表機構
1973年1月6日，中華民國於阿根廷首都布宜諾斯艾利斯設立具大使館功能的臺灣商務辦事處。1996年1月26日更名為駐阿根廷台北商務文化辦事處。
1991年10月25日，阿根廷總統在接見中華民國駐阿根廷代表王允昌與外交記者訪問團時表示，阿根廷政府正積極準備在臺設立代表機構。1992年4月，阿根廷政府以總統行政命令正式決定在臺設處。7月9日，在獨立紀念日於中華民國首都臺北設立類似功能的阿根廷商務文化辦事處，開幕典禮邀請阿根廷國家參議院第一副議長雷翁、中華民國外交部常務次長程建人、中華民國對外貿易發展協會董事長王章清共同剪綵。阿根廷外交部亦設立「後援中心」，負責辦事處與阿根廷政府間的公務事項，後為節省開支，於2000年3月停止運作，改由外交部等相關機構承接。

#### 事件
2017年10月4日，駐阿根廷辦事處秘書應邀參訪該國憲兵訓練場，遭中華人民共和國武官抗議，以致阿根廷要求秘書中途離席。

## 經濟

### 背景
阿根廷自1989年起實施貿易自由化政策，大幅開放進口，兩國間的貿易開始逐年上升。

### 貿易
經濟部國際貿易署在首都布宜諾斯艾利斯設立駐阿根廷代表處經濟組。
| 年分 | 貿易總額    | 貿易總額 | 貿易總額 | 出口至阿根廷 | 出口至阿根廷 | 出口至阿根廷 | 自阿根廷進口 | 自阿根廷進口 | 自阿根廷進口 | 順逆差  |
| 年分 | 金額        | 年增減   | 排名     | 金額         | 年增減       | 排名         | 金額         | 年增減       | 排名         | 順逆差  |
| ---- | ----------- | -------- | -------- | ------------ | ------------ | ------------ | ------------ | ------------ | ------------ | ------- |
| 2017 | 417,169,516 | ▲20.8%   | 59       | 300,814,275  | ▲18.7%       | 47           | 116,355,241  | ▲26.6%       | 61           | 順差▲   |
| 2018 | 379,109,022 | ▼9.1%    | 62       | 253,661,176  | ▼15.7%       | 51           | 125,447,846  | ▲7.8%        | 59           | 順差▼   |
| 2019 | 373,217,613 | ▼1.6%    | 56       | 176,238,861  | ▼30.5%       | 55           | 196,978,752  | ▲57.0%       | 51           | 逆差 -- |
| 2020 | 449,555,171 | ▲20.5%   | 53       | 187,951,561  | ▲6.6%        | 51           | 261,603,610  | ▲32.8%       | 51           | 逆差▲   |
| 2021 | 724,244,111 | ▲61.1%   | 52       | 267,569,253  | ▲42.4%       | 51           | 456,674,858  | ▲74.6%       | 47           | 逆差▲   |
| 2022 | 893,780,823 | ▲23.4%   | 49       | 245,248,995  | ▼8.3%        | 55           | 648,531,828  | ▲42.0%       | 43           | 逆差▲   |
| 2023 | 367,766,674 | ▼58.9%   | 61       | 180,000,348  | ▼26.6%       | 57           | 187,766,326  | ▼71.0%       | 58           | 逆差▼   |
| 2024 | 375,980,277 | ▲2.2%    | 59       | 155,779,577  | ▼13.5%       | 57           | 220,200,700  | ▲17.3%       | 54           | 逆差▲   |

2023年的兩國貿易項目如下：
出口至阿根廷的前10大項目為：聚縮醛、环氧树脂、醇酸樹脂、聚碳酸酯、聚丙烯酯與其他聚酯、聚醚；碟片、磁带、固態非揮發性儲存裝置、智慧卡與其他錄音或錄製之媒體；電音響或視覺信號器具；塑料板、片、箔、薄膜與扁條，未與其他物質結合者；鋼鐵製螺釘、螺栓、螺帽、螺旋鈎、車用螺釘、鉚釘、橫梢、開口梢、墊圈與類似製品；特定用途機器之零件與附件；鋼鐵製之其他管與空心型；車輛之零件與附件；苯乙烯之聚合物；機器自行車與自行車裝有輔助動力者、邊車等。
自阿根廷進口的前10大項目為：玉蜀黍；洋蔥、分蔥、大蒜、韭葱與其他蔥屬蔬菜；乾酪與凝乳；甲殼類動物；不帶毛之牛、馬類動物鞣制皮革或胚皮革；不適於人類食用之肉、魚、甲殼類、软体动物或其他水產无脊椎动物；乳品衍生之乳酪與其他油脂、塗醬；去莢之乾豆類蔬菜；軟體類動物；鮮葡萄酒、葡萄醪等。
阿根廷對中華民國實施反倾销税的項目有：自行車（2021年5月10日起實施）、電風扇金屬防護網罩（直徑超過400mm，2021年9月22日起展開反傾銷調查）、噴霧治療器（2021年11月30日公告展開調查）。

### 投資
台商在阿根廷的實際投資金額與件數差異頗大。根據中華民國經濟部投資審議司統計，截至2023年，臺商對阿根廷的總投資金額為1,860萬美元，共2件；另根據阿根廷台灣商會估計，台商總投資金額為2.05億美元，共350件。
主要投資產業：自助超市、餐飲、進出口貿易、旅遊服務、醫療、汽車保養、汽車零配件進口、電腦零配件進口與電腦組裝、沖洗相館與鐘錶零售、漁業捕撈、海運、通訊、房地產、旅館、停車場、網咖與電話服務店、食品加工、清潔用紙、手套、塑膠品、農牧業、外送與物流。投資地點集中在首都布宜諾斯艾利斯。部分第2代移民則從事律師、會計師、醫師等專業領域行業。華碩（Asus）於2022年9月與阿根廷科技產品製造經銷商PC ARTS合資1,000萬美元生產筆記型電腦，年產量20萬台。
根據中華民國經濟部投資審議司統計，截至2023年，阿根廷在臺灣的總投資金額為464.6萬美元，共24件。主要投資產業為專業科學與技術服務業、住宿與餐飲業、批發與零售業、資通訊傳播業。

### 組織
目前已成立「阿根廷台灣商會」，會員近60名。在阿根廷無臺灣的金融機構。

### 會展
中華民國國際經濟合作協會（國經協會）與阿根廷全國工、商業總會舉辦「臺阿民間經濟聯席會議」，至2023年舉辦第9屆。
2014年6月，阿根廷全國商業總會進出口委員會主席、阿根廷農牧推廣機構（PROARGEX）組團訪臺與國經協會舉辦「第7屆臺阿民間經濟聯席會議」，是阿根廷首次組團訪臺，前6屆均由臺灣率團前往。

### 漁業
為解決中華民國籍漁船經常涉嫌違規跨越阿根廷海域遭致炮擊、扣押及罰款等問題，近年積極輔導台灣業者爭取與阿根廷進行漁業合作，自1993年開始，首度展開「訂期租船」型合作，1994年又增加「合資」型合作。

## 僑民
台灣在阿根廷的僑民早期有2萬餘人，但經過數次阿根廷經濟危機，尤其是2001年發生經濟恐慌及暴動後，目前旅居阿根廷的台灣僑民約1萬餘人，大多數居住在首都布宜諾斯艾利斯，其他則散居布宜諾斯艾利斯省及科爾多瓦省等內地省分。目前約有35個台僑團體及宗教慈善團體，其中「阿根廷台灣僑民聯合會」又稱「阿根廷自由華僑聯合會」是綜合性僑團，並設有會館，作為僑民集會活動場所。
在僑民教育方面，有華興中文學校、新興中文學校、中觀僑聯中文學校、愛育學校及佛光書苑等。

## 交流

### 學術
1991年起，財團法人國際合作發展基金會（國合會）為促進雙邊經貿文化與農漁業交流，包括中小企業發展政策及促進國際貿易等，開始提供阿根廷參與其課程。至2013年4月，已有110位阿根廷政府官員前往台北參加國合會研習課程。

### 體育

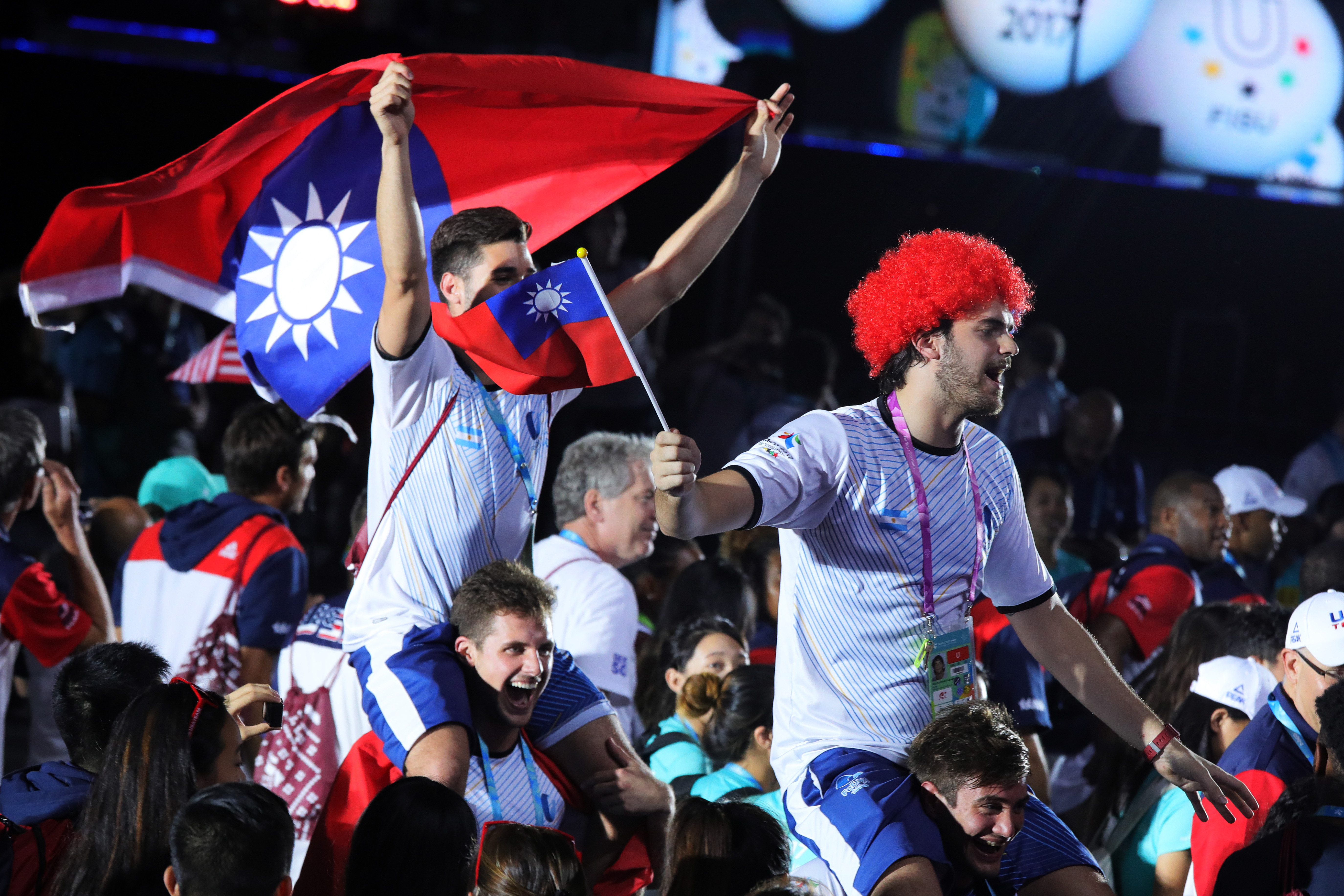
阿根廷運動員持中華民國國旗進場

在中華民國台北市舉行的2017年夏季世界大學運動會閉幕式，阿根廷代表團有運動員手持、身披中華民國國旗進場，此舉遭到國際大學運動總會發函關切，強調世大運的運動員行為不能帶有政治意涵，違反大會規則。會長奧雷格·麥斯汀接受採訪時表示：「有隊伍揮舞臺灣旗幟，我們立即寄信給阿根廷代表團，要求他們不要帶有政治意涵的物品。」水球選手帕特里西奧·馬洛尼則在Facebook以西班牙文表示：「不管他們怎麼說，但臺灣愛我們。」文中也感謝台北市民及選手村的志工，還說「我們會想你們」。

## 協定
| 日期           | 簽署 | 備註     |
| -------------- | --- | -------- |
| 1947年2月10日  | 《中華民國阿根廷共和國友好條約》 |          |
| 1966年3月19日  | 《中華民國與阿根廷共和國文化專約》 |          |
| 1993年11月30日 | 《台北經濟部與布宜諾斯艾利斯經濟暨公共工程與服務部關於投資促進及保護協定》                                                                                   |          |
| 1995年11月2日  | 《台北證券管理委員會與布宜諾斯艾利斯證券管理委員會間資訊交換合作備忘錄》                                                                                     |          |
| 1997年9月1日   | 《同意開放阿國牛肉進口及雙邊檢疫技術合作備忘錄》 | [ 註 2 ] |
| 2005年3月29日  | 《台北市進出口商業同業公會與阿根廷進出口商協會合作備忘錄》                                                                                                   | [ 37 ]   |
| 2008年8月21日  | 《台北市進出口商業同業公會與阿根廷進口商公會合作備忘錄》 |          |
| 2010年4月      | 《中國輸出入銀行與阿根廷加利西亞銀行轉融資合作協議》 | [ 註 3 ] |
| 2013年3月7日   | 《台灣區機器工業同業公會與阿根廷機械暨機床公會合作備忘錄》                                                                                                   |          |
| 2016年3月11日  | 《高雄市與虎城市友好交流備忘錄》 | [ 38 ]   |
| 2016年         | 《駐阿根廷台北商務文化辦事處與阿根廷薩爾瓦多大學臺灣書院聯絡點合作意向書》 《文藻外語大學與薩爾瓦多大學合作備忘錄》 《臺北醫學大學與薩爾瓦多大學合作備忘錄》 | [ 39 ]   |
| 2017年8月      | 《國立清華大學與國立拉普拉塔大學合作協議》 《國立清華大學與布宜諾斯艾利斯技術學院合作協議》                                                                  | [ 32 ]   |
| 2017年         | 《國立金門大學與國立布宜諾斯艾利斯中央大學合作意願書》 | [ 32 ]   |
| 2018年8月27日  | 《中華民國對外貿易發展協會與阿根廷進口商公會合作備忘錄》 |          |
| 2019年9月5日   | 《中華民國對外貿易發展協會與阿根廷進出口商協會合作備忘錄》                                                                                                   |          |
| 2021年6月9日   | 《中華民國對外貿易發展協會與阿根廷中型企業聯合會合作備忘錄》                                                                                                 |          |
| 2021年12月6日  | 《中華民國國際經濟合作協會與阿根廷亞洲商會合作備忘錄》 |          |
| 2022年3月29日  | 《中華民國全國中小企業總會與阿根廷經濟聯盟合作備忘錄》 |          |
| 2022年8月25日  | 《中華民國經濟部投資業務處與阿根廷貝爾格拉諾大學攬才合作備忘錄》                                                                                             |          |
| 2022年9月27日  | 《中華民國全國商業總會與阿根廷全國商業總會合作備忘錄》 |          |
| 2023年10月24日 | 《中華民國國際經濟合作協會與阿根廷全國商業總會合作備忘錄》                                                                                                   |          |
| 2024年1月17日  | 《中華民國經濟部投資促進司與阿根廷企業大學攬才合作備忘錄》                                                                                                   |          |

## 簽證

持中華民國護照的中華民國國民簽證要求分布圖：入境阿根廷可以電子簽證。

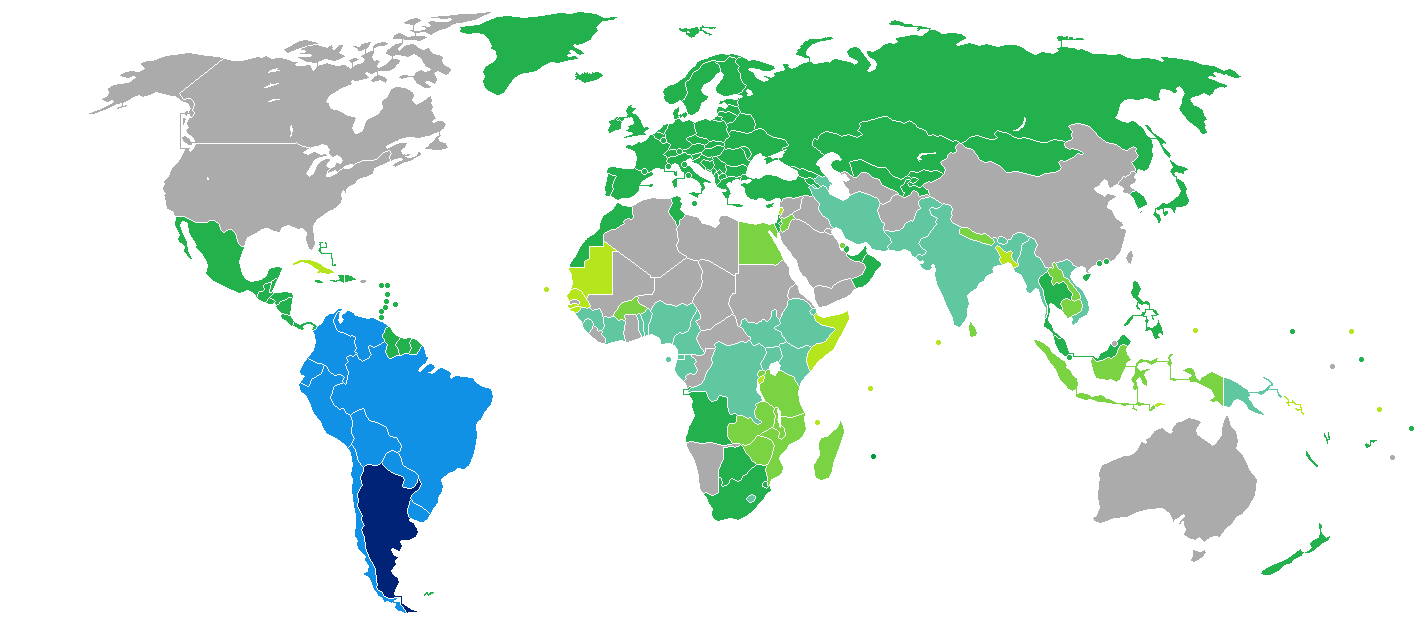
持阿根廷護照的阿根廷國民簽證要求分布圖：入境中華民國需要簽證。

兩國國民皆須申請簽證方可入境對方國家。持有中華民國護照與兩年內的美國入境紀錄，或具備有效美國入境許可的中華民國國民可至阿根廷「全球觀光電子旅遊授權簽證」（Autorización de Viaje Electrónica，AVE）網站申請簽證，停留最多3個月，可申請延長3個月。若非觀光目的，須前往在台北的阿根廷商務文化辦事處申請簽證。
持有阿根廷護照的阿根廷國民抵台參加由中央政府機關主辦、協辦或贊助之國際會議、運動賽事、商展或其他活動，亦可以電子簽證入境中華民國，停留最多30天並不得延期。

## 交通

### 航空

#### 客運
兩國無直航班機，可經由（不計航點遠近，截至2023年7月2日）：
- 台北→杜拜、伊斯坦堡、倫敦、巴黎、羅馬、法蘭克福、阿姆斯特丹、紐約、休士頓、多倫多，再轉機前往阿根廷的國際機場（英语：List of airports in Argentina）。[44]

### 駕車
在阿根廷駕車須先筆試及路試。

## 外部連結
| - 中華民國外交部－阿根廷共和國簡介 （页面存档备份，存于） - 駐阿根廷台北商務文化辦事處（Twitter、僑務組） - 外交部領事事務局－國外旅遊警示分級表 - 中華民國衛生福利部－國際旅遊疫情建議等級 - 中華民國國際經濟合作協會 （页面存档备份，存于） - 阿根廷臺灣商會的Facebook專頁 - 阿根廷臺灣青商會的Facebook專頁 | - 阿根廷商務文化辦事處 |